# Bad Day for the Cut
Bad Day for the Cut is een Noord-Ierse misdaadfilm uit 2017 onder regie van Chris Baugh.

## Verhaal
Donal is een man van middelbare leeftijd die met zijn moeder op een boerderij woont. Op een nacht wordt hij wakker uit een droom en ontdekt dat zijn moeder is vermoord. Hij ziet de moordenaar wegrijden. Een paar dagen later wordt hij aangevallen door twee mannen die hem proberen te doden, maar in plaats daarvan doodt hij een van hen. Hij ontdekt dat de tweede man, Bartosz, deelnam onder dwang, omdat zijn zus Kaja tot prostitutie was gedwongen en hij gepakt werd toen hij haar probeerde te bevrijden. Ze besluiten om samen Kaja te redden en wraak te nemen op de verantwoordelijke personen.
Bartosz gaat naar Gavigan en Jerome, de twee mannen die hem hebben gestuurd om Donal te vermoorden. Hij ziet hoe Gavigan een prostituee vermoordt. Donal slaagt erin Jerome op te sluiten in een kast en ze ontvoeren Gavigan. Donal rijdt met zijn kampeerwagen naar een bos, waar hij Gavigan martelt en er hoort over Gavigans bazen, Frankie en Trevor. Gavigan ontsnapt uit de kampeerwagen en informeert Frankie dat Donal nog leeft. Tijdens een worsteling doodt Bartosz Gavigan. Donal wil achter Frankie aan gaan, maar Bartosz haalt hem over om eerst Kaja te bevrijden omdat zij weet waar Frankie woont.
Donal doet zich voor als klant en ontmoet Kaja in een appartement. Hij wint haar vertrouwen en schakelt haar bewaker uit. Wanneer blijkt dat Kaja niets over Frankie weet, gaat Donal terug om de bewaker te martelen om zo de informatie te krijgen die hij nodig heeft. Als ze willen vertrekken, komen ze Jerome tegen. Jerome overmeestert Donal, maar laat tijdens het gevecht zijn pistool vallen dat Kaja gebruikt om Jerome te doden.
Donal, Bartosz en Kaja gaan naar het adres dat ze hebben gekregen, waarna ze Trevor vinden en volgen hem naar het huis van Frankie. Wanneer Bartosz en Kaja zien dat Frankie een dochter heeft veranderen ze van gedachten en gaan niet meer met Donal mee. Tijdens een ontmoeting met zijn oom Eamon ontdekt Donal niet alleen dat Frankie's vader Joe een gangster was, maar ook dat zijn moeder lang geleden een affaire met Joe had en bij Joe was toen hij werd vermoord door een rivaal. Terwijl Donal weg is, vermoorden Frankie en een handlanger Eamon en wachten tot Donal terugkomt, maar Donal vangt Frankie.
Hij neemt haar mee naar het strand waar Joe werd vermoord. Terwijl hij haar dwingt te knielen bij een graf dat hij voor haar heeft gegraven, geeft Frankie toe dat zij degene was die zijn moeder vermoordde, maar ze onthult ook dat zijn moeder haar vader heeft vermoord omdat hij haar wilde verlaten. Frankie zegt dat als hij haar vermoordt, hij een jong meisje wees zal maken, net zoals zij zelf wees is geworden toen haar vader stierf. Donal spaart haar leven, maar terwijl hij wegloopt valt ze hem aan met een schop en rent terug naar de kampeerwagen om haar pistool te pakken. Donal schiet haar neer voordat ze het pistool kan gebruiken. Ondertussen probeert Bartosz weer te helpen, maar hij wordt gevangen door Trevor en wordt doodgeschoten terwijl Donal via de telefoon meeluistert.

## Rolverdeling
- Nigel O'Neill als Donal
- Susan Lynch als Frankie Pierce
- Józef Pawłowski als Bartosz
- Stuart Graham als Trevor Ballantine
- David Pearse als Gavigan
- Anna Próchniak als Kaja
- Brian Milligan als Jerome